# LSU Improved Celeste
 'LSU Improved Celeste' es un cultivar moderno de higuera de tipo higo común Ficus carica unífera (con una sola cosecha de higos por temporada, los higos de verano-otoño), de piel con color de fondo marrón oscuro, con sobre color marrón rojizo (el color marrón puede virar a lavanda o a violeta claro, dependiendo del grado de madurez y la cantidad de sol directo), con unas costillas muy marcadas de un marrón algo más claro. En América del Norte son capaces de ser cultivadas en USDA Hardiness Zones 7 a 10.

## Sinonimia
- Sin sinónimos,[4][5]

## Historia
La variedad 'LSU Improved Celeste' fue criada hace más de 40 años. « La Estación Experimental Agrícola de Luisiana » llevó a cabo un programa de cría de higos durante la década de 1950 y principios de los 60 para desarrollar nuevas variedades para Luisiana. Durante ese tiempo, los investigadores, bajo la dirección del Dr. Ed O´Rourke, hicieron cruces y evaluaron las plántulas para la adaptación. Este programa de cría se suspendió a fines de la década de 1960, pero algunas de las selecciones de LSU fueron mantenidas por viveros y jardineros particulares (tal como la 'LSU Improved Celeste' que nunca fue lanzada al mercado oficialmente), y en los huertos de la estación de investigación de LSU AgCenter (donde algunas variedades fueron después lanzadas oficialmente al mercado por la LSU, tal como la variedad 'O'Rourke' en 2007).
Esta higuera fue criada en la Universidad Estatal de Luisiana por el obtentor Ed O´Rourke en la década de 1960, de un cruce de una planta de 'Celeste' como planta femenina polinizada por el cabrahigo 'L55-13-39' (este obtenido por cruce de 'Celeste' x 'C1' cabrahigo con frutos comestibles cedido por Ira J. Condit).
La variedad 'LSU Improved Celeste' es similar en muchos aspectos a 'LSU Tiger', similar con un periodo de maduración más reducido y anterior. La 'LSU Improved Celeste' en climas muy fríos a menudo madura para obtener un higo oscuro, y algunas veces tiene estrías, en forma similar al 'LSU Tiger', madura antes que 'LSU Tiger' muy productiva, pero no tan fuerte en su forma, no tan firme en la textura de la pulpa, y un ostiolo más grande que el 'LSU Tiger , con menos sabor a baya. El 'LSU Tiger' tiene un cuello más apretado, más corto, y también un ostiolo menos desordenado que el 'LSU Improved Celeste'. La maduración temprana extrema es la gran ventaja de 'LSU Improved Celeste' para las temporadas cortas de los veranos de los Estados del norte.

## Características
Las higueras 'LSU Improved Celeste' se pueden cultivar en USDA Hardiness Zones 7 a más cálida húmeda, siendo la zona óptima de cultivo comprendida entre USDA Hardiness Zones de 8a a 10.
La planta es un árbol mediano unífera, muy productivo de higos que comienza a madurar a mediados de julio y en agosto, con higos de gran tamaño.
Hoja generalmente pequeña; subcordado en la base; con 3 lóbulos en su mayoría, y pocas de 5 lóbulos. Las plantas son vigorosas, con buena tolerancia al frío. Desarrollo rápido de la higuera.
El fruto de este cultivar es de tamaño grande, con una apariencia turbinada aperada; con una epidermis delgada con color de fondo marrón oscuro, con sobre color marrón rojizo (el color marrón puede virar a lavanda o a violeta claro, dependiendo del grado de madurez y la cantidad de sol directo), con unas costillas muy marcadas de un marrón algo más claro, algunas lenticelas pequeñas de color blanco; carne de unos 11 mm de grosor blanquecina. Pedúnculo de unos 16 mm curvado largo. Ostiolo pequeño y cerrado, que cuando maduro produce gota de miel. Cavidad interna de pequeña a mediana con aquenios grandes y numerosos. Pulpa de rosada a ámbar oscuro, de sabor muy dulce jugosa, y rica en aromas.
Esta variedad es autofértil y no necesita otras higueras para ser polinizada. El higo tiene un ostiolo que está bloqueado con resina por lo que es bastante resistente a la putrefacción, ya que evita el deterioro durante condiciones climáticas adversas, por la gota que desarrolla. La variedad 'LSU Improved Celeste' es precoz, un rasgo importante para temporadas de crecimiento cortas en zonas frías de Estados Unidos donde se cultiva en macetas y se pueden desarrollar y madurar plenamente, en los veranos de estas zonas frías.
Cultivo bien adaptado en el sur húmedo de Estados Unidos, en Luisiana, Florida, Carolina del Sur y en Carolina del Norte.

## Cultivo
Se cultiva sobre todo en huertas y jardines privados de Florida, Luisiana, Carolina del Sur y Carolina del Norte.
'LSU Improved Celeste' son higueras productoras de higos que dan lugar a excelente higos para todo uso, tanto para mermeladas, higos secos y consumo en fresco.